# Alpes lépontines
Les Alpes lépontines sont un massif montagneux situé dans la partie centrale des Alpes entre la Suisse et l'Italie. Elles sont à cheval sur les cantons du Valais, d'Uri, des Grisons, du Tessin et sur les régions italiennes du Piémont et de Lombardie.

## Géographie

### Situation
Les Alpes lépontines sont drainées par le Rhône et le Rhin au nord, la Toce à l'ouest, et sont parcourues en direction du sud par le Tessin. Enfin, elles sont baignées par le lac Majeur, le lac de Lugano et le lac de Côme au nord.
Elles sont entourées par les Alpes valaisannes / pennines à l'ouest (au-delà du col du Simplon), les Alpes bernoises, uranaises (col de la Furka) et glaronaises (col de l'Oberalp) au nord et les Alpes orientales centrales (chaîne de Plessur, chaîne de l'Oberhalbstein, chaîne de la Bernina, Alpes bergamasques) à l'est (col du Splügen).
Elles sont parfois divisées en deux : Alpes tessinoises à l'ouest du col du Saint-Gothard et Adula à l'est. Les Alpes tessinoises comprennent le massif du Monte Leone, situé entre le col du Simplon et le col du Nufenen, et la partie méridionale du massif du Saint-Gothard entre le col du Nufenen et le col du Saint-Gothard. Au sud, dans la région du lac Majeur, le relief s'adoucit. Pour finir, la région montagneuse de l'Adula comprise entre le col du San Bernardino et le col du Splügen est appelée massif du Ceneri.

### Principaux sommets

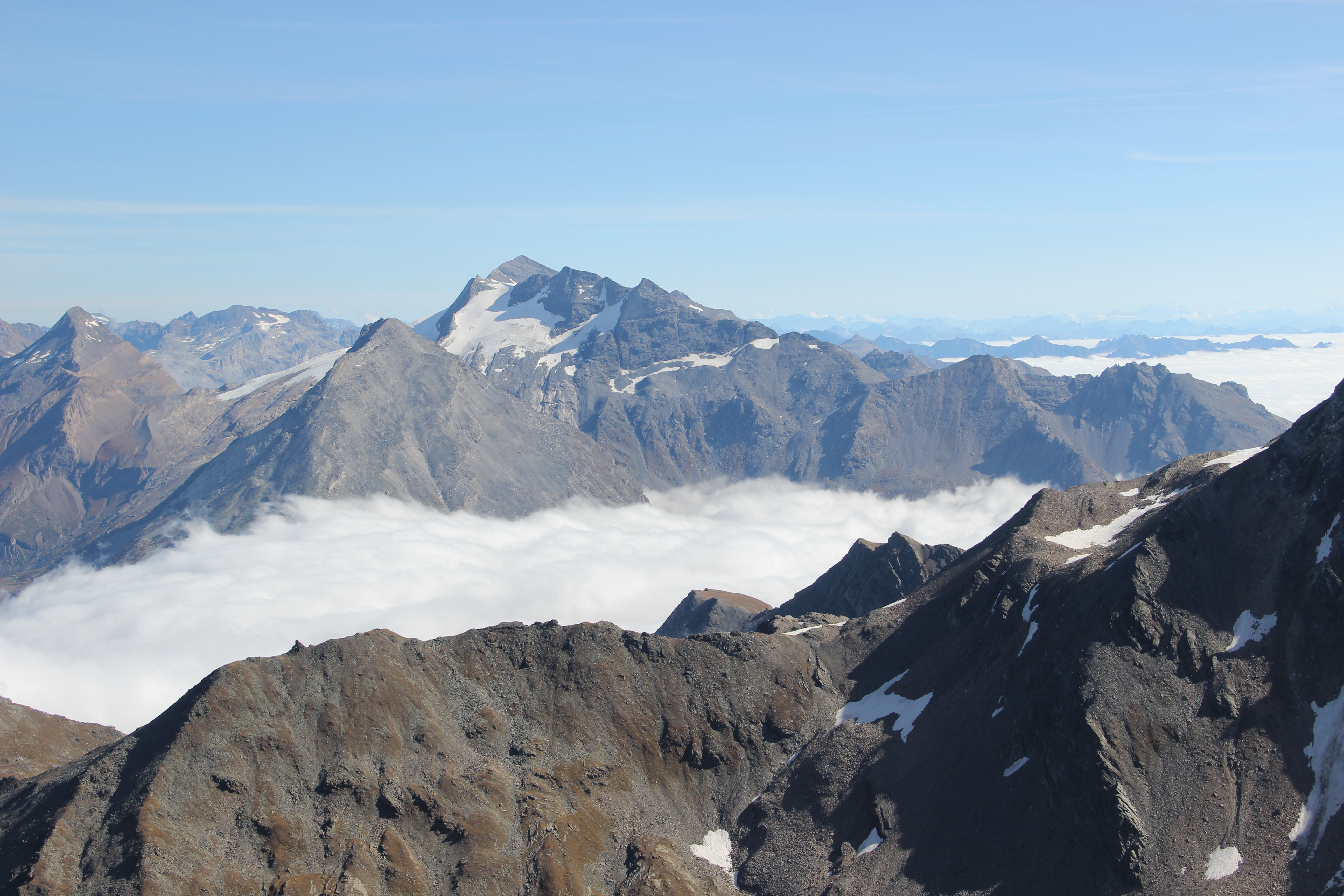
Wasenhorn, Hübschhorn, Monte Leone et Breithorn.

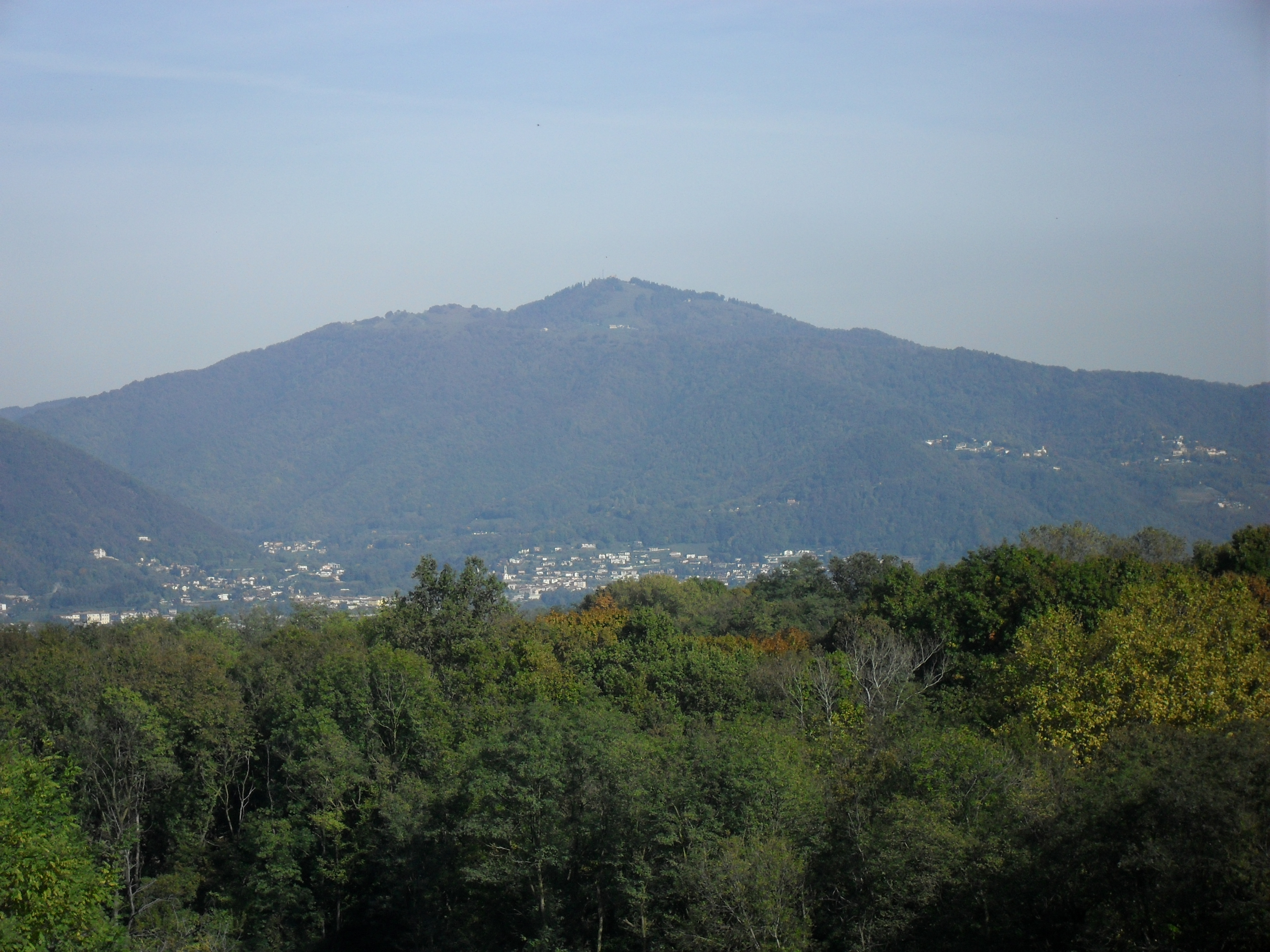
Monte Bisbino (1 325 m).

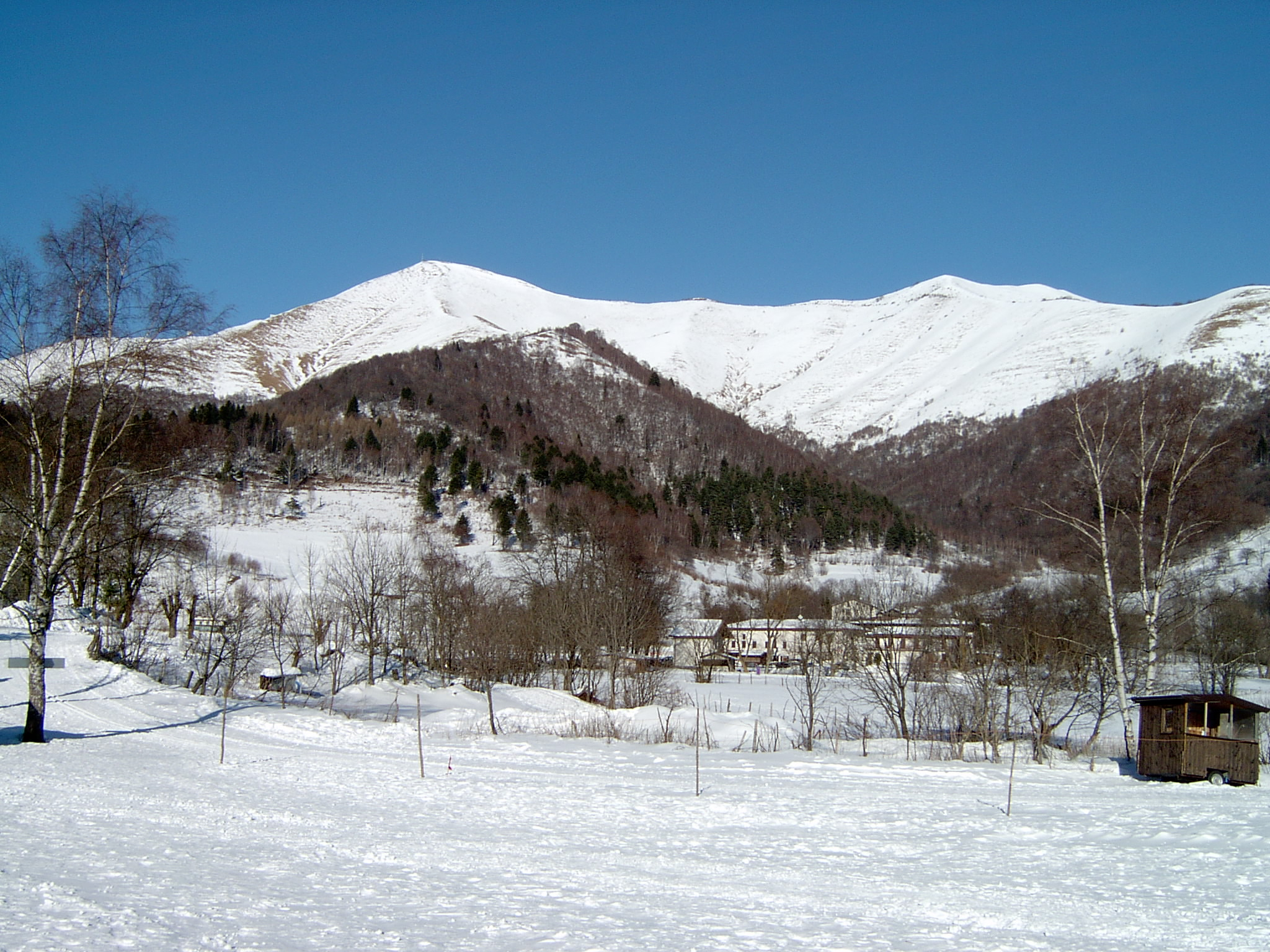
Le Monte San Primo (1 682 m) en hiver.

| - Monte Leone, 3 552 m - Rheinwaldhorn, 3 402 m - Guferhorn, 3 393 m - Breithorn, 3 380 m - Blinnenhorn, 3 374 m - Tambohorn, 3 276 m - Helsenhorn, 3 273 m - Monte Basòdino, 3 273 m - Wasenhorn, 3 255 m - Ofenhorn, 3 235 m - Piz Medel, 3 210 m - Scherbadung, 3 210 m - Rheinquellhorn, 3 200 m - Bortelhorn, 3 192 m - Pizzo Rotondo, 3 192 m - Hübschhorn, 3 191 m - Scopi, 3 190 m - Hohsandhorn, 3 182 m - Hillehorn, 3 180 m - Cima Camadra, 3 172 m - Piz Vial, 3 168 m - Cima Rossa, 3 161 m - Pizzo dei Piani, 3 158 m - Rappehorn, 3 158 m - Zapporthorn, 3 152 m - Piz Terri, 3 149 m - Piz Cassimoi, 3 129 m - Piz Ault, 3 124 m - Fanellahorn, 3 124 m - Pizzo di Pesciora, 3 123 m - Piz Gaglianera, 3 120 m - Schwarzhorn, 3 108 m - Wyttenwasserstock, 3 084 m - Gishihorn, 3 083 m - Campo Tencia, 3 072 m - Chüebodenhorn, 3 070 m - Leckihorn, 3 069 m - Punta Gallina, 3 061 m - Bruschghorn, 3 054 m - Alperschällihorn, 3 045 m - Bättelmatthorn, 3 044 m | - Plattenberg, 3 041 m - Piz Gannaretsch, 3 040 m - Chilchalphorn, 3 040 m - Saashorn, 3 037 m - Gelbhorn, 3 036 m - Frunthorn, 3 030 m - Corno di Ban, 3 028 m - Piz Corbet, 3 026 m - Piz Blas, 3 023 m - Faltschonhorn, 3 022 m - Piz Rondadura, 3 016 m - Monte Giove, 3 010 m - Piz Ravetsch, 3 006 m - Fleschhorn, 3 004 m - Pizzo Centrale, 3 003 m - Pizzas d'Annarosa, 3 002 m - Punta d'Anarosa, 3 000 m - Piz Beverin, 2 998 m - Weisshorn (Splugen), 2 992 m - Holzjihorn, 2 987 m - Piz de la Lumbreida, 2 983 m - Teurihorn, 2 973 m - Marscholhorn, 2 970 m - Gernstock, 2 961 m - Piz Lucendro, 2 959 m - Bättlihorn, 2 951 m - Torrone Alto, 2 950 m - Piz Tomul, 2 949 m - Piz Cavel, 2 944 m - Fil di Remia, 2 939 m - Bärenhorn, 2 932 m - Six Madun (Badus), 2 932 m - Piz Fiorera, 2 921 m - Cristallina, 2 912 m - Piz Forno, 2 907 m - Piz Muraun, 2 899 m - Guggernüll, 2 886 m - Monte Cistella, 2 880 m - Piz Fess, 2 880 m - Poncione di Braga, 2 864 m - Piz Biela, 2 863 m |

### Autres sommets remarquables
- Monte San Giorgio

## Activités

### Stations de sports d'hiver
Suisse :
- Acquarossa
- Brusino Arsizio
- Campello
- Locarno
- Miglieglia
- Monte Carasso
- Mörel
- Obersaxen
- Ried-Brig
- Rivera
- San Bernardino
- San Carlo
- Vella

Italie :
- Argegno
- Baceno
- Craveggia
- Formazza
- Laveno-Mombello
- Varèse
- Varzo